# Comuna Stari Sokolî, Ivankiv
Stari Sokolî (în ucraineană Старі Соколи) este o comună în raionul Ivankiv, regiunea Kiev, Ucraina, formată din satele Krasîlivka, Novi Sokolî, Potokî și Stari Sokolî (reședința).

## Demografie
Componența lingvistică a comunei Stari Sokolî
     Ucraineană (75,3%)
     Rusă (23,49%)
     Alte limbi (0,6%)
Conform recensământului din 2001, majoritatea populației comunei Stari Sokolî era vorbitoare de ucraineană (75,3%), existând în minoritate și vorbitori de rusă (23,49%).